# Lorton (Virginia)
Lorton es un lugar designado por el censo en el  condado de Fairfax, Virginia  (Estados Unidos). Según el censo de 2010 tenía una población de 18.610 habitantes.

## Demografía
Según el censo del 2000, Lorton tenía 17.786 habitantes, 5.663 viviendas, y 3.884 familias. La densidad de población era de 554,7 habitantes por km².
De las 5.663 viviendas en un 42,5%  vivían niños de menos de 18 años, en un 49,5%  vivían parejas casadas, en un 15,2% mujeres solteras, y en un 31,4% no eran unidades familiares. En el 23,3% de las viviendas  vivían personas solas el 1,4% de las cuales correspondía a personas de 65 años o más que vivían solas. El número medio de personas viviendo en cada vivienda era de 2,68 y el número medio de personas que vivían en cada familia era de 3,21.
Por edades la población se repartía de la siguiente manera: un 25,2% tenía menos de 18 años, un 8,4% entre 18 y 24, un 45,2% entre 25 y 44, un 18,6% de 45 a 60 y un 2,6% 65 años o más.
La edad medio era de 33 años.  Por cada 100 mujeres de 18 o más años  había 133,6 hombres.
La renta medio por vivienda era de 60.150$ y la renta media por familia de 63.821$. Los hombres tenían una renta media de 43.586$ mientras que las mujeres 36.694$. La renta per cápita de la población era de 25.146$. En torno al 5% de las familias y el 6,6% de la población estaban por debajo del umbral de pobreza.

## Localidades adyacentes
El siguiente diagrama muestra a las localidades más próximas a Lorton.